# Orange Sport
Orange Sport – kanał sportowy należący do Orange Polska działający w latach 2008–2016.

## Historia
Kanał Orange Sport został uruchomiony przez Telekomunikację Polską 8 sierpnia 2008 roku. Od swojego startu dostępny był jedynie na platformach cyfrowych Cyfra+ (do maja 2011 roku) i Telekomunikacji Polskiej w ofercie Neostrada TP z telewizją oraz w usłudze telewizyjnej TP. Początkowo był to płatny kanał telewizyjny, transmitujący rozgrywki piłkarskiej Ekstraklasy. 1 września 2011 roku został połączony z kanałem Orange Sport Info i udostępniony dotychczasowym abonentom kanału Orange Sport Info. Od 1 grudnia 2012 redaktorem naczelnym stacji jest Kacper Sosnowski, który zastąpił pełniącego tę funkcję od startu kanału Janusza Basałaja. 15 września 2014 roku kanał został kupiony przez spółkę RMVC, należącą do Romana Młodkowskiego i Bartosza Wolszczaka. Jednak umowa nie została sfinalizowana, jak planowano, a ponieważ Orange nie przeznaczył żadnych środków dla telewizji, 31 grudnia 2014 z kanału zniknęły wszystkie produkcje własne. W marcu 2015 roku Orange TV usunął kanał z oferty, zaś w lipcu tego roku nie doszło do przejęcia stacji przez spółkę RMVC. W październiku 2016 roku Orange Polska poinformowała o zakończeniu emisji kanału Orange Sport w dniu 31 grudnia 2016 roku. Do tej decyzji przyczyniła się malejąca oglądalność, która była przyczyną zakończenia nadawania większości autorskich programów. 13 grudnia 2016 r. KRRiT przychyliła się do wniosku o zamknięcie kanału i uchyliła koncesję na nadawanie. Zgodnie ze wcześniejszymi zapowiedziami, Orange Sport zakończył nadawanie 31 grudnia 2016 roku, o północy, kiedy to, po zakończeniu ostatniej pozycji programowej, przekaz zastąpiono planszą testową nc+.

## Dziennikarze
- Redaktor naczelny: Kacper Sosnowski
- Dziennikarze i reporterzy: Jacek Adamczyk, Leszek Bartnicki, Mateusz Bosak, Natalia Bąk, Dariusz Cyran, Zbigniew Czyż, Paweł Drogosz, Piotr Dumanowski, Marcin Grzywacz, Piotr Jasiński, Wojciech Kania, Kamila Kotulska, Rafał Kędzior, Agnieszka Kopacz, Justyna Kostyra, Krzysztof Marczyk, Izabella Matczak, Jędrzej Nowak, Piotr Łuczak, Krzysztof Sendecki, Łukasz Siudak, Jakub Staszkiewicz, Marcin Stich, Maja Strzelczyk, Wojciech Szczęsny, Mateusz Święcicki, Anna Ulman, Marcin Wikło, Marcin Wojtania, Tomasz Zieliński, Paweł Zarzeczny
- Stali eksperci: Andrzej Iwan, Łukasz "Juras" Jurkowski, Andrzej Janisz, Janusz Pindera

## Zasięg techniczny
- łączny zasięg techniczny TV: ok. 5,3 mln gospodarstw domowych
- platformy satelitarne: 
  - nc+, kanał 119 (1,5 mln)
  - Cyfrowy Polsat, kanał 20 (1 mln)
  - Orange TV, kanał 5 (0,6 mln)
- sieci kablowe:
  - UPC, kanał 563 (580 tys.)
  - Vectra, kanał 220 (360 tys.)
  - Multimedia, kanał 313 (180 tys.)
  - INEA, kanał 89 (80 tys.)
  - Toya, kanał 415 (45 tys.)
  - inne
- internet: www.orange.pl oraz w ramach aplikacji Telewizja Tu i Tam
- telefonia komórkowa: wap.orange.pl oraz w ramach aplikacji Telewizja Tu i Tam

## Oferta programowa

### Futsal
- UEFA Futsal Cup
- Superpuchar Polski

### Sporty walki
- MMA
  - Profesjonalna Liga MMA

### Koszykówka
- I liga mężczyzn (tylko mecze Legii Warszawa)

### Siatkówka
- I liga kobiet (tylko mecze Wisły Warszawa)

## Dawniej w emisji

### Piłka nożna
- I liga (do 2014/2015)
- Puchar Polski (do końca sezonu 2013/2014)
- FA Cup (do końca sezonu 2013/2014)
- Tarcza Wspólnoty (do końca sezonu 2013/2014)
- Ligue 1 (do końca sezonu 2011/2012)
- Liga ZON Sagres (do końca sezonu 2012/2013)
- Ekstraklasa (do końca sezonu 2010/2011)
- Scottish Premier League
- telewizja klubowa A.C. Milan
- telewizja klubowa Manchester United F.C.
- telewizja klubowa Arsenal F.C.
- mecze reprezentacji Hiszpanii
- mecze eliminacyjne i baraże Euro 2012
- DFB-Pokal (do końca sezonu 2013/2014)
- DFL-Supercup (do końca sezonu 2013/2014)
- Coupe de France (do końca sezonu 2013/2014)
- Supercoppa Italia
- Telekom Cup
- MLS
- Emirates Cup
- telewizje klubowe
  - Realu Madryt
- mecze reprezentacji (w roli gospodarza)
  - Anglii (tylko te rozgrywane na Wembley)
  - Argentyny
  - Francji
- Serie A

### Futsal
- Futsal Ekstraklasa

### Koszykówka
- NBA (do sezonu 2010/2011)
- Liga VTB (w sezonie 2010/2011)

### Sporty walki
- MMA
  - UFC
  - Coloseum
  - Fighters Arena
- Kickboxing
  - Glory
  - K1
  - Fight Code Dragons
- Boks zawodowy
  - Walki braci Kliczków
  - Walki Felixa Sturma
  - Walki Floyda Mayweathera
  - ESPN Friday Night Fight
- Wrestling
  - Impact Wrestling

### Piłka ręczna
- Bundesliga

### Siatkówka
- Serie A
- I liga

### Tenis stołowy
- Polska Superliga Tenisa Stołowego

### Sporty ekstremalne
- Red Bull X-Fighters

### Rugby
- Top 14

### Sporty zimowe
- Puchar Świata w bobslejach
- Puchar Świata w snowboardzie

### Inne sporty
- World Series of Poker

### Programy informacyjne
- Sport raport - Najważniejsze wiadomości ze świata sportu nadawane co godzinę od 7:00 do 23:00.
- Sport raport 24 - Sportowe podsumowanie dnia. Codziennie o 22. Najnowsze informacje ze świata sportu, komentarze, analizy oraz opinie ekspertów.

### Magazyny
- Dzień z... - Magazyn prezentuje życie znanych sportowców i celebrytów "od kuchni". Przez 24 godziny kamery towarzyszą sportowcom, pokazując kulisy ich sukcesów i porażek w sportowym i prywatnym życiu.
- Piękna i bestia - Program z udziałem Izy Matczak w roli Pięknej i Michała Pola (wcześniej Pawła Zarzecznego) jako Bestii. Zgrana para w zgryźliwy i dowcipny sposób opowiada o kulisach najnowszych wydarzeń sportowych.
- Top Gol – Bramki z ostatnich kolejek polskiej Ekstraklasy, francuskiej Ligue 1 i portugalskiej Ligi ZON Sagres.
- Fun Raport - Jacek Lenartowicz za barem - przepytuje znanych sportowców. Jako współprowadzący Marcin Najman.
- Dwa fotele - rozmowy z gwiazdami sportu prowadzone przez Janusza Basałaja.
- Hyde Park - Rozmowy z widzami. Każdy mógł zadzwonić i porozmawiać z gospodarzem programu Pawłem Zarzecznym. Od poniedziałku do czwartku o 21.15.
- Bieg przez plotki - czyli o sporcie z nieco innej strony, plotki, skandale i wszystko to co gwiazdy sportu robią poza stadionami. W programie: przegląd prasy Michała Listkiewicza a wśród gości Grzegorz Skrzecz. Prowadzą Justyna Kostyra i Krzysztof Sendecki. Zawsze w sobotę o 9.15.
- Fight raport - Magazyn poświęcony sportom walki. Łukasz "Juras" Jurkowski komentuje najciekawsze wydarzenia ze świata boksu i MMA.
- Janusz Pindera zaprasza – Magazyn o zawodowym boksie, niesamowite historie, nieszablonowe postacie i nieprawdopodobne walki. Program prowadzi Janusz Pindera.
- I liga raport – Magazyn podsumowujący każdą kolejkę I ligi, obszerna relacja, bramki, analizy i wywiady.
- Ani słowa o polityce - Program prowadzony przez Leszka Bartnickiego, w którym gośćmi są czołowi przedstawiciele polskiej sceny politycznej. Opowiadają prowadzącemu o swojej fascynacji sportem.
- Futbol raport - Magazyn poświęcony futbolowym wydarzeniom weekendu. Prowadzący Mateusz Święcicki prezentuje najciekawsze akcje, najładniejsze bramki i najbardziej kontrowersyjne sytuacje z polskich i zagranicznych boisk, a także analizy z zaproszonymi gośćmi.
- Przed weekendem - Program publicystyczny, w którym prowadzący Kacper Sosnowski oraz goście w studio zapowiadają i dyskutują o najciekawszych sportowych wydarzeniach weekendu.
- Siłownia - W każdy poniedziałek o 18.15 w studio Orange sport eksperci siłują się na słowa, omawiając najważniejsze zagadnienia polskiego sportu. W programie nie brakuje kontrowersyjnych wypowiedzi, burzliwych dyskusji oraz mocnych słów na ważne tematy. Prowadzi Mateusz Bosak.